# Yaki Kadafi (Outlawz)
Yafeu Akiyele Fula, född 9 oktober 1977 i Montclair, New Jersey, död 10 november 1996 i New Jersey (mördad), var en rappare i rapgruppen Outlawz, som är mest kända för sitt samarbete med Tupac Shakur. Under tiden i Outlawz fick han smeknamnet "Yaki Kadafi".

## Biografi

### Tidigt i livet
Fula föddes av Yaasmyn Fula och Sekou Odinga i Montclair, New Jersey 1977. Hans föräldrar var väldigt stolta över sitt afrikanska arv, och det hade betydelse när de valde hans namn: Yafeu betyder "djärv" på fantespråket i Ghana. Fula träffade Tupac Shakur genom deras föräldrar -  de möttes under ett "black rights"-möte i slutet på 1960-talet.

## Karriär
Yafeu förekommer på alla 2Pacs största albums, Me Against the World, All Eyez on Me, och Makaveli: The Don Killuminati: 7 Day Theory. Förr uppträdde Outlawz under andra namn, till exempel Dramacydal, Young Thugz och Thoroheadz. När Tupac satt i fängelse skulle Yaki och Hussein Fatal, medlem i Outlawz, släppa musik under namnet Fatal N' Felony, men inget gavs ut.
Yaasmyn Fula, Yaki Kadafis mamma, gav 2004 ut Kadafis enda skiva Son Rize: Vol. 1. Pengarna från försäljningen hjälper att stödja Yaki Kadafis två döttrar, Sekou Odinga och samhället.[källa behövs] Son Rize: Vol. 2 sägs ska släppas, och en bok vid namn The Prince and The King som är baserad på Yaki Kadafi och Tupac Shakur.

## Mordet
Två månader efter Tupacs död 1996 blev Kadafi mördad i sin flickväns lägenhet i New Jersey. Efter två år kom Napoleon från Outlawz ut med att hans kusin sköt Kadafi medan båda var onyktra och höga. Då ville resten av Outlawz kicka Napoleon ur gruppen, fastän Kadafis mamma och flickvän hävdade att historien var påhittad och att Kadafi hade blivit mördad för en summa pengar.